# Wasserhochbehälter Göttelborn

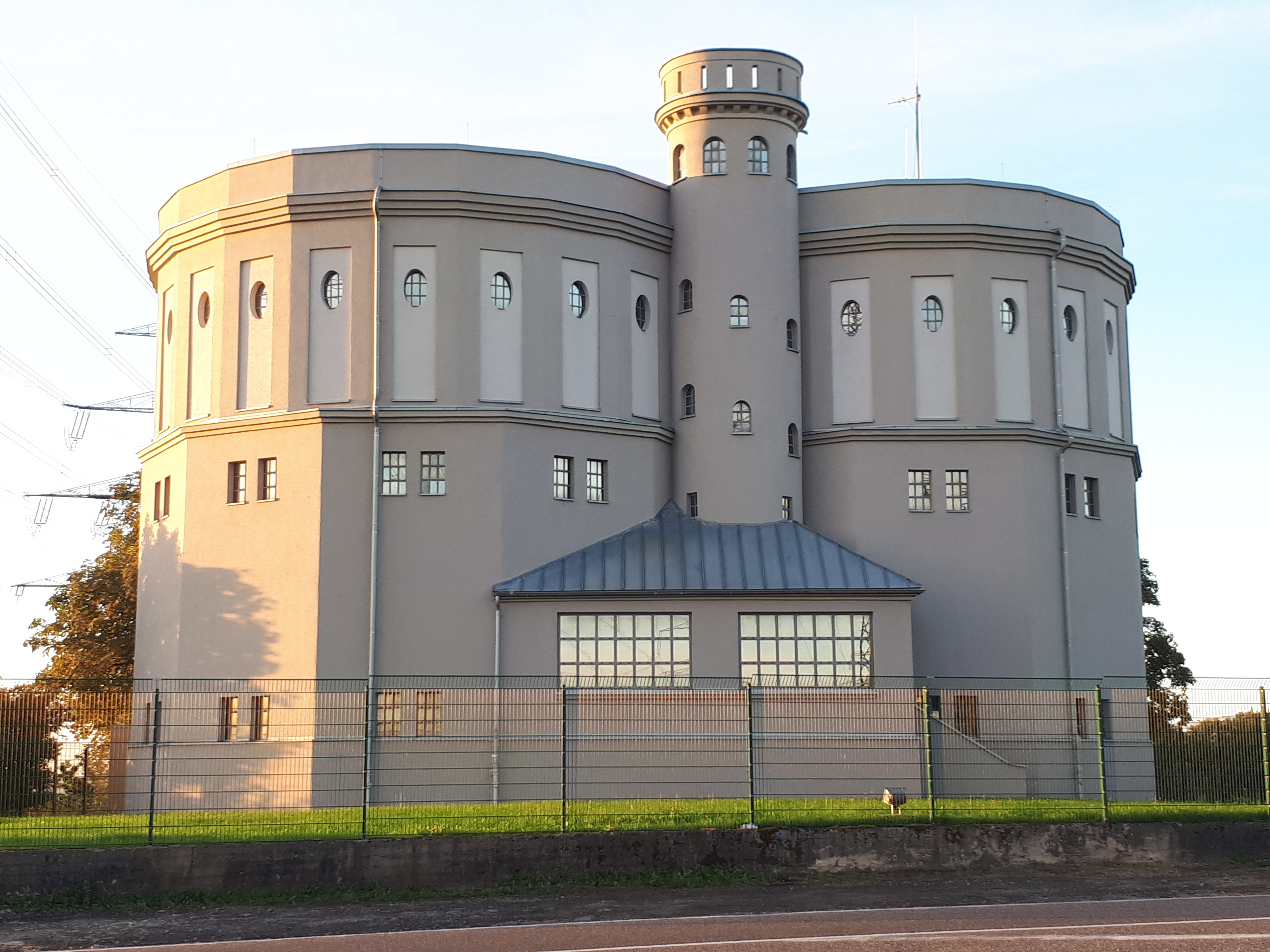
Wasserhochbehälter Göttelborn

Der Wasserhochbehälter Göttelborn liegt auf der Göttelborner Höhe auf 444 Metern Höhe zwischen den Ortschaften Göttelborn und Holz, direkt an der Landstraße L128.

## Beschreibung
Die Speicherkapazität beläuft sich auf 1.250 m³, verteilt auf einen Stützbodenbehälter aus genietetem Blech mit 700 m³ Fassungsvermögen und einem Stahlbetonbehälter mit 550 m³ Fassungsvermögen. Das Gebäude hat eine Höhe von 15 m und steht unter Denkmalschutz. Der Hochbehälter stellt das einzige Industriedenkmal des Saarlandes dar, dass bis heute ohne Unterbrechung zum selben Zweck genutzt wird wie bei seiner Errichtung. Bis heute ist die einzige größere technische Veränderung, die neben der Erneuerung der Leitungen, vorgenommen wurde, der Einbau einer Luftentfeuchtungsanlage. Diese wurde während der Sanierungsarbeiten 2014/2015 eingebaut. Heute dient der Hochbehälter der Versorgung der Gemeinden Göttelborn, Holz, Wahlschied, Kutzhof und Merchweiler, sowie als Reserve für das benachbarte Kraftwerk Weiher. Das Wasser stammt aus dem Wasserwerk Spiesermühltal. und dem Wasserwerk Würzbachtal. Mit seiner Lage auf 444 m ü. NN ist er der höchstgelegene Wasserbehälter des Verbundnetzes. Eine Besonderheit stellt die Architektur des Hochbehälters dar. Durch den Turm, die Fenster, die an Schießscharten erinnern, die Seitenbauten, die die beiden Behälter umgeben und den polygonalen Grundriss, entsteht der Eindruck, es handele sich um eine kleine Burg oder ein Schloss. Als Bezeichnung trifft am besten der im Französischen für Wassertürme verwendete Begriff Château d’Eau zu.

## Geschichte
Durch die fortschreitende Industrialisierung in der zweiten Hälfte des 19. Jahrhunderts und die damit verbundenen Ausweitung des Steinkohlebergbaus im Saarland sah sich die Königlich Preußische Bergwerksdirektion ab dem letzten Drittel des 19. Jahrhunderts gezwungen, für die Versorgung der Bergwerke große Mengen an Wasser bereitzustellen. Da das 1880 in Malstatt erbaute Wasserwerk, mit seiner Tagesfördermenge von 5400 m3, nicht mehr ausreichte und in den neuen Abbaugebieten keine ergiebigen Quellen vorhanden waren und auch nicht ausreichend Grundwasser gefördert werden konnte, wurde 1899 das Wasserwerk Spiesermühltal in Betrieb genommen und zusätzlich 1908 das Wasserwerk Lauterbach. 1907/1908 wurde dann auf der Göttelborner Höhe ein 700 m³ fassender Stützbodenbehälter aus genietetem Blech errichtet und an das Verbundnetz angeschlossen. Seine Aufgabe bestand in der Versorgung des Bergwerk Göttelborn und ab 1918, mit dessen Fertigstellung, des Kraftwerks Weiher mit Wasser. Ab kurz vor dem Ersten Weltkrieg wurden auch die Gemeinden Göttelborn, Quierschied, Merchweiler, Wahlschied, Holz, Uchtelfangen, Humes, Hierscheid, Kaisen und Wustweiler von hier aus mit Trinkwasser versorgt. Mit der Übernahme der SaarWasser GmbH, der für die Wasserwirtschaft zuständigen Tochter der Saarbergwerke AG, im Jahr 2001, übernahm der Energieversorger energis GmbH auch den Wasserhochbehälter Göttelborn.

### Erweiterung 1912/1913
In den Jahren 1912/13 wurde ein zweiter Behälter, diesmal aus Stahlbeton, mit einem Fassungsvermögen von 550 m³ errichtet. Zu diesem Zeitpunkt fiel auch die Entscheidung, die beiden Behälter jeweils mit einem Stahlbetonskelettbau mit Ziegelausfachung und polygonalem Grundriss, mit einem Treppenturm auf der Vorderseite, zu ummanteln. Dabei sind die unteren zwei Drittel zehneckig bzw. zwölfeckig. Der obere Teil hat jeweils 20 bzw. 24 Ecken. In der Mitte befindet sich der ca. 15 Meter hohe Treppenturm. Das Dach selbst ist begehbar. Die Frage was zur Entscheidung führte, eine solche aufwendige Bauweise zur Verkleidung der beiden Behälter und der Technik zu wählen, lässt sich heute nicht mehr beantworten. Weder im Saarland noch in Deutschland finden sich architektonische Vorgänger oder Nachfolger.

### Sanierungen
Obwohl am Wasserhochbehälter zwischen 1990 und 2015 mehrfach größere Sanierungsmaßnahmen stattfanden, blieb die Technik weitestgehend erhalten. Lediglich eine Luftentfeuchtungsanlage kam hinzu. Diese wurde so in das Innere integriert, dass sie nicht auffällt. Insgesamt wurde zwischen 1990 und 2015 von den jeweiligen Besitzern Saarbergwerke AG, deren Tochter SaarWasser GmbH und der energis GmbH eine Summe von ca. 950.000 € in die Sanierung des Bauwerks und seiner Technik investiert.
- 1990: Umfangreiche Sanierung der kompletten Anlage und des Stützbodenbehälters aus Blech. Die von der Saarbergwerke AG in diese Sanierungsmaßnahme investierte Summe belief sich auf ca. 500.000 €.

- 2000: Sanierung des Stahlbetonbehälters durch die SaarWasser GmbH für ca. 100.000 €.

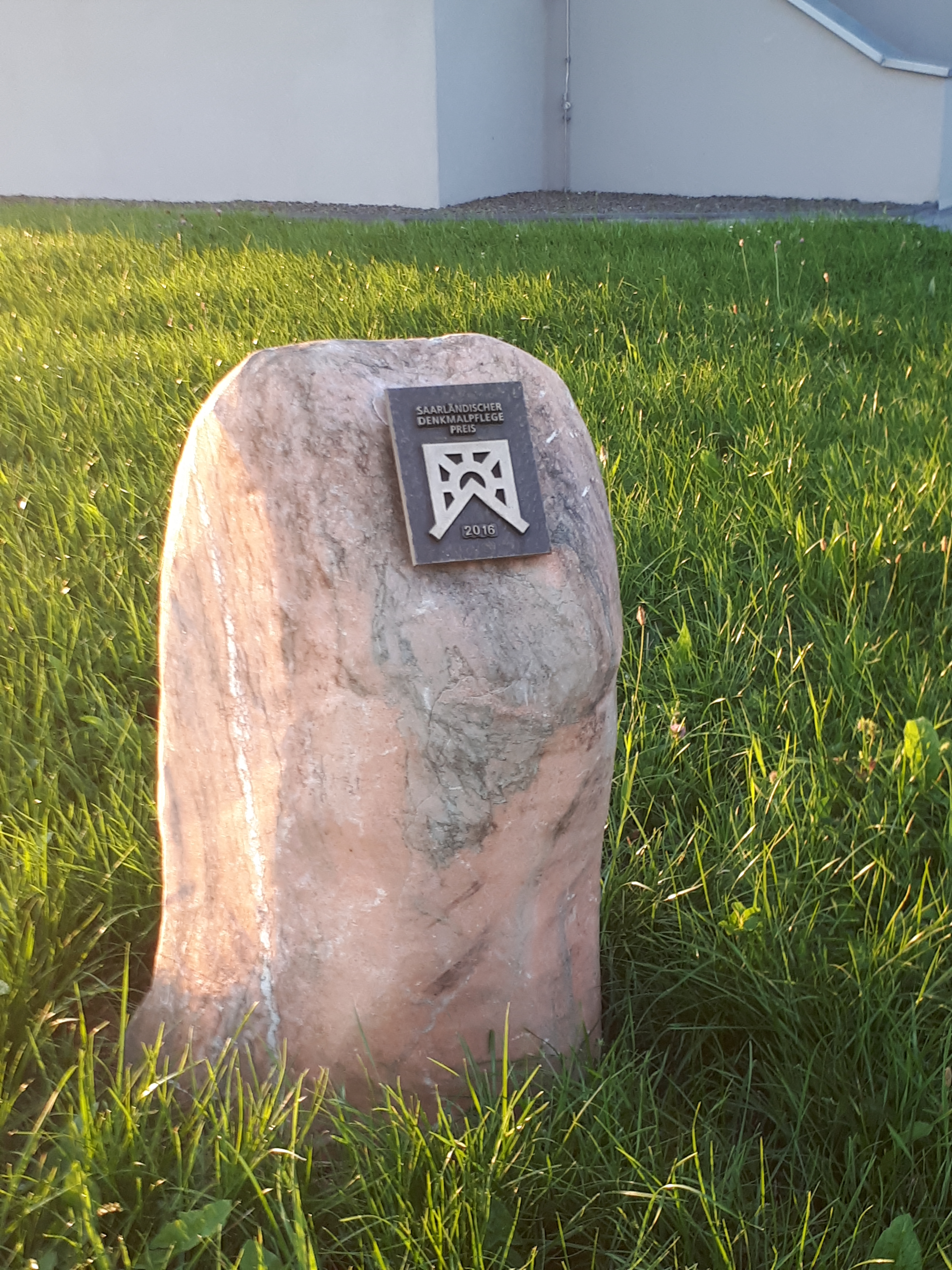
Findling mit der Plakette des Saarländischen Denkmalpflegepreises 2016 vor dem Wasserhochbehälter

- 2014 bis 2015: Da Witterungseinflüsse und die im Inneren herrschende hohe Luftfeuchtigkeit die Bausubstanz des Mauerwerkes stark beschädigt hatten, musste der Stahlbetonskelettbau mit Ziegelausfachung und der Putz der Außenfassade generalsaniert werden. Zeitgleich wurde die Außenanlage neu angelegt. Die anfallenden Kosten für diese Sanierungsmaßnahme beliefen sich für den heutigen Besitzer, die energis GmbH, auf ca. 350.000 €.

## Saarländischer Denkmalpflegepreis
Im Jahr 2016 wurde der zuständige Fachplaner, der für die Sanierung des Hochbehälters verantwortlich zeichnete, mit dem Saarländischen Denkmalpflegepreis in der Kategorie Architekten und Fachplaner ausgezeichnet. Mit dem Preis wurde seine Arbeit bei der Sanierung des Wasserhochbehälters gewürdigt. Der Saarländische Denkmalpflegepreis wird alle drei Jahre durch das Ministerium für Bildung und Kultur des Saarlandes und der Handwerkskammer des Saarlandes ausgeschrieben.

## Besichtigungen
Bislang war der Hochbehälter nur einmal, am Tag des offenen Denkmals am 10. September 2017, der Öffentlichkeit zugänglich.